# Teresa Krasowska
Teresa Maria Krasowska (ur. 16 września 1950 w Miechucinie) – polska prawniczka i samorządowiec, prezydent Słupska (1991–1994).

## Życiorys
Z wykształcenia jest prawnikiem, wykonywała zawód radcy prawnego. W latach 1991–1994 sprawowała funkcję prezydenta Słupska z ramienia Komitetu Obywatelskiego. Bez powodzenia ubiegała się o mandat senatorski w wyborach w 1993 (z ramienia BBWR). Po odejściu z urzędu powróciła do wykonywania zawodu. Była także dyrektorem oddziału ZUS i członkiem władz krajowych Akcji Katolickiej. W wyborach europejskich w 2004 bezskutecznie startowała z listy Narodowego Komitetu Wyborczego Wyborców. W 2010 kandydowała do rady miejskiej w Słupsku z listy Prawa i Sprawiedliwości